# Oorlog van de Honderd Jaren
De Oorlog van de Honderd Jaren is een fictieve oorlog uit de boekenserie Het Rad des Tijds van de Amerikaanse auteur Robert Jordan.
Deze oorlog vond plaats na de dood van de befaamde Artur Haviksvleugel en al zijn bloedverwanten in de Oude Wereld. Toen begonnen andere edelen ook aanspraak te maken op stukken land. De ruzies daarover mondden uiteindelijk uit in een verwoestende oorlog. Omdat Haviksvleugel geen kinderen had - behalve Luthair Mondwin, maar die zat in Seanchan aan de andere kant van oceaan - werden ook de generaals van de overlenden man verdeeld. Naties als Andor en Tyr ontstonden in deze verwoestende oorlogen.
Hij duurde 115 jaar en wordt gezien als een van de ergste oorlogen ooit, samen met de Oorlog van Schaduw, de Trollok-oorlogen, en de Oorlog van de Tweede Draak. Veel kennis is in die jaren verloren gegaan, alsmede veel steden en levens. De oorlog eindigde pas toen geen van alle partijen sterk genoeg bleek heel het rijk van Haviksvleugel te heroveren.